# Gardenia cornuta
Gardenia cornuta är en måreväxtart som beskrevs av William Botting Hemsley. Gardenia cornuta ingår i släktet Gardenia och familjen måreväxter. Inga underarter finns listade i Catalogue of Life.